# Пламен Горанов
Пламен Горанов (20. октобар 1976 — 3. март 2013) био је бугарски активиста и фотограф, који је учествовао у протестима у Бугарској почетком 2013. године.
Завршио је Трговачку гимназију у Варни, а након ње Трговачку академију у Свиштову.
Дана 20. фебруара, полио се бензином и запалио пред зградом градске скупштине у Варни у знак протеста против корупције и илегалних послова у привреди које је спроводио ТИМ и његов шеф, градоначелник Варне, Кирил Јорданов.
Горанов је тако постао „бугарски Јан Палах или Мухамед Буазизи“ (први се запалио у знак протеста против окупације Чехословачке 1968, а други у знак протеста против насиља туниске владе током Арапског пролећа).
Два запосленика у општини су одмах реаговали и почели да га гасе апаратима за гашење пожара, али је у том тренутку већ 80% његовог тела било прекривено опеклинама.
Преминуо је 3. марта у варнској болници. После тога се велик број људи окупио у Варни и Софији како би му одали пошту. Два дана касније, градоначелник Јорданов дао је оставку.
Пламен је био само један од четворо Бугара који су се запалили у знак протеста током демонстрација.